# Motten
Motten là một đô thị ở huyện Bad Kissingen bang Bayern nước Đức. Đô thị Motten có diện tích 23,8 km², dân số thời điểm ngày 31 tháng 12 năm 2006 là 1936 người.
Các đơn vị dân cư:
- Kothen
- Motten
- Speicherz